# Копилов Мина Семенович
Ми́на Семе́нович Копило́в — купець першої гільдії, Гласний міської Думи м. Катеринослава, комерції радник, почесний громадянин Катеринослава, власник вугільних шахт та будівельних компаній, підрядник у спорудженні залізниць, добродійник.

## З ділової біографії
У 1911 році він отримав найвище купецьке звання — комерції радника.
Почесний громадянин, гласний Катеринославської міської Думи у 1890 -1918. Власник торговельно-промислових підприємств — будівельних, лісових, млинарних, вугільних копалин. Будував залізницю і Брянський завод. Член Біржового комітету, власник друкарні «М. С. Копылов», засновник і видавець газети «Приднепровский край» (1898—1917 pp.). 

## Доброчинна діяльність
Директор дитячого притулку, голова правління товариства незаможних учнів Катеринославського комерційного училища і член його піклувальної ради. Опікун чоловічого нічліжного будинку (1892).
Щедрий пожертвувач на користь міста і його навчальних закладів, зокрема на будівництво Вищого Гірничого Училища (нині Дніпровська Політехніка) він пожертвував 50000 крб. Копилов був одним з ініціаторів заснування у Катеринославі вищих жіночих курсів, перетворених у 1918 р. на Університет (нині ДНУ).
Катеринослав у 1890-х на відміну від багатьох губернських і навіть повітових міст не мав свого міського театру. Мина Копилов виступив з ініціативою і відкрив власний театр, за який платив місту непомірно високу орендну плату в 1000 карбованців на рік. Як гласний міської думи, 14 грудня 1892 він просив місто  скласти з нього орендну плату через "величезні витрати, які доводиться нести йому по утриманню трупи в нинішньому році".  За словами місцевої преси, Копилов "помимо постройки театра, содержит и прекрасную труппу, доставляющую горожанам немалое удовольствие. Возьмите от нас эту труппу, что станется с нашим городом, - он совсем задремлет, - "плесенью и тиной покроются души горожан". На користь звільнення театру Копилова від орендної плати мала свідчити й велика кількість благодійних вистав, зокрема, для учнів. Театр Мини Копилова згорів на Різдво 1896, коли там виступала трупа корифея українського театру Панаса Саксаганського. Останній лишив про це спогади.